# SN 1988F
SN 1988F – supernowa typu Ia odkryta 2 stycznia 1988 roku w galaktyce M+02-37-15A. Jej maksymalna jasność wynosiła 14,80m.